# Gladden James
Pour les articles homonymes, voir James.
Gladden James est un acteur américain, né le 26 février 1888 à Zanesville (Ohio), et mort le 28 août 1948 à Hollywood, en Californie.

## Filmographie partielle
- 1920 : Yes or No ? de Roy William Neill
- 1922 : Channing of the Northwest de Ralph Ince
- 1923 : La Femme aux quatre masques (The Woman with Four Faces) d'Herbert Brenon
- 1929 : His Captive Woman
- 1933 : La Reine Christine (Queen Christina) de Rouben Mamoulian
- 1933 : Danseuse étoile (Stage Mother) de Charles Brabin
- 1936 : L'Extravagant Mr. Deeds (Mr. Deeds Goes to Town) de Frank Capra
- 1937 : Capitaines courageux (Captains courageous) de Victor Fleming
- 1939 : Nick joue et gagne (Another Thin Man) de W. S. Van Dyke
- 1946 : L'Emprise du crime (The Strange Love of Martha Ivers) de Lewis Milestone